# Címerfestő
Névváltozatok:
czimeriró (Nagy Iván VI. 204.), képíró, cÿmeres (1526, MNy 3:463; TESz I. 437.) Cymeres személynév (1411, OklSz.), kép iró: pictor; mater, contrafaiter (NySz I. 1604.) Rövidítések
A címerfestő a címerek szabályos megrajzolásával foglalkozó szakember, aki a címert a címerleírás alapján vagy egy korábbi forrás után készíti el a heraldika szabályainak betartásával és a saját művészeti tehetsége szerint. A címerfestőnek kiváló heraldikusnak kell lennie. Kezdetben a heroldok mellett dolgoztak vagy maguk is heroldok voltak, majd a holt heraldika korában, az udvari kancelláriákon alkalmazták őket. A címerek elkészítéséért meghatározott javadalmazás illette meg őket.
"Hallottam az idősebbektől, hogy Mátyás király, amíg élt, mindig tartott vagy harminc festéshez értő íródeák szolgát, ezek legtöbbjét az ő halála után én még ismertem. Csaknem az összes másolt görög és latin kódex az ő munkájuk volt. Felügyelőjük, a dalmát Raguzai Félix -- magát is ismertem már öreg korában, nemcsak görögül és latinul, de szírül és arabul is tudott, ezen kívül magában a festészetben is volt gyakorlata -- szorgosan figyelte, nehogy hiba történjék a könyvek másolásában". Oláh Miklós: Hungária (Brüsszel, 1536)
"10. Hogyha zászlót avagy czímert vinnének valamelyik képírónak, hogy tisztességesen és hamarébb elkészíthessék, tartozzék közre bocsátani az olyan képírókkal, az kik tudnak az zászló és czímeríráshoz és olajfestékkel tudnak munkálkodni… 14. Az asztalosok közül, ha valamelyik értene is az képíráshoz, czímeríráshoz, aranyozáshoz, kárpit íráshoz, falravaló festegetéshez, mivelhogy nem őket illeti, ne követhessék, de az inasok szokása szerént fára, deszkára virágokkal czifrázzanak, a mint az asztalosok szoktak… 15. Hogyha fejedelem urunk dolgára kelletik valamelyiknek menni és az alatt a többinek czímer avagy zászló írása találkoznék, tartozzék azzal közre bocsátani, a ki az fejedelem dolgára leszen; de az is ott, a mit munkája által talál, tartozzék igazán dividálni… Hogyha penig valamelyik maga munkájára idegen helyre találkoznék menni ez országban és az alatt zászló avagy czímírás találkoznék, és az munkára haza nem találkoznék jőni, a kik munkálódnak, illendő fizetést vehessenek az munkának mivolta szerént, az többi penig közre bocsátassék…" (A kolozsvári képírók magyar nyelvű céhszabálya, 1618–1653)
"a képiró árnyékot formál, hogy a festékek fényesebbek legyenek". (Illyés András: Megrövidített ige. Vasárnapi prédikációk. Nagyszombat, 1696. I. 242.; M. nyelvtört. 120.)
"Midőn az kepiro az emberi testnek kepet irnia akaria, minec előtte tellyesseggel megabraztassec annak előtte homályosan megárnyékozza". (Monoki András: A képek tiszteletéről. Nagyszombat, 1598. 250.; M. nyelvtört. 121.)
"Nem él véle az képiró ő borostyájával [ecsetével]". (Thaly Kálmán: Vitézi énekek. II. 69.; M. nyelvtört. I. 292.)
"…az koporsójára mind férfiaknak, mind asszonyoknak szegeztetnek tizenkét selyemmatéria képíró által írt címereket, az holtnak címerit". Apor Péter: Metamorphisis Transylvaniae (1736)
"A kőszívű ember temetése csak egy hét múlva ment végbe. Azalatt közszemlére volt kitéve --bebalzsamozottan mint egy fejedelem. Időt kellett engedni a számos nagy rangú ismerőknek, hogy a végtisztességtételre megjelenhessenek, a nagytiszteletű és főtisztelendő uraknak, hogy a gyászbeszédeket megírhassák, szőnyegésznek és címerfestőnek, hogy díszítményeikkel elkészülhessenek, s a főiskolai cantus praesesnek, hogy a nagy halott tiszteletére az énekkarnak egészen új harmóniákat betaníthasson". Jókai Mór: A kőszívű ember fiai(1868)
A címerfestő a heraldika egyik legfontosabb alakja, mert a maga művészi stílusával és a címerek konkrét megrajzolásával alapvető módon határozza meg az adott nemzeti vagy területi heraldika képi jellegét. Minden területnek és kornak megvan a maga címertani sajátsága, melyet a heraldikai apparátus a címerfestők közreműködése mellett alakít ki.

## Címerfestők a magyar heraldikában
A magyar címerfestés kezdetei a 13. századra tehetők. Tágabb értelemben ide sorolhatók a pecsétvésők, ötvösök, pénzverők és kőfaragók is, akik szintén előre elkészített rajz alapján dolgoztak.
Címereket készítettek a képírók (festők) és pajzskészítők is, akik a középkorban külön céhet alkottak. Heraldikai díszekkel ellátott lovagi ruházatot is gyártottak. Nagy tekintélynek örvendtek. Híres volt a bécsi pajzskészítő céh.

## 13. század
Ekkoriban a címereket még nem adományozták, hanem a címerviselők maguk vették fel. Ebből a századból kevés forrással rendelkezünk. Főleg a 13. század végének pecsétvésőivel és pajzskészítőivel számolhatunk. Talán a zászlófestőket is ide sorolhatjuk, akik már a preheraldikus korban is működhettek.
A képzett pecsétvésnöknek a kiváló művészi tehetség mellett átfogó heraldikai és pecséttani ismeretekkel is rendelkeznie kellett, valamint erkölcsileg feddhetetlen személynek kellett lennie. Az ötvöscéhbeli tagsághoz a jelöltnek igazolnia kellett jártasságát a címeres pecsétek vésése terén is. A kolozsvári ötvöscéh néhány századdal későbbi szabályzata például előírta, hogy "az ötvösrendben való mester tartozik csinálni pecsétet, kikben metsszen egy sisakot és egy pajzsot". A pesti ötvösök 1760-as céhprivilégiuma szerint a mesterré váláshoz különféle mesterremekeket kellett elkészíteni (egy kehely, egy pecsételő, egy köves aranygyűrű). Egyes céhek a visszaélések elkerülésére előírták, hogy csak hiteles bizonyítékokkal rendelkező személyeknek lehet pecsétet készíteni. A bécsi ötvöscéh szabályzata szerint ismeretlen személynek csak a polgármester engedélyével lehetett typariumot vésni. A követelményeknek megfelelő pecsétvésőt nehéz volt találni. Ezért például V. István ifjabb királyként használt pecsétnyomójával volt kénytelen pecsételni, amíg uralkodói pecsétnyomója el nem készült. Zsigmond király császárrá választásakor császári pecséteit Bécsben készíttette el Bomel Arnold aranyművesnél, 200 rajnai aranyforintért.

## 14. század

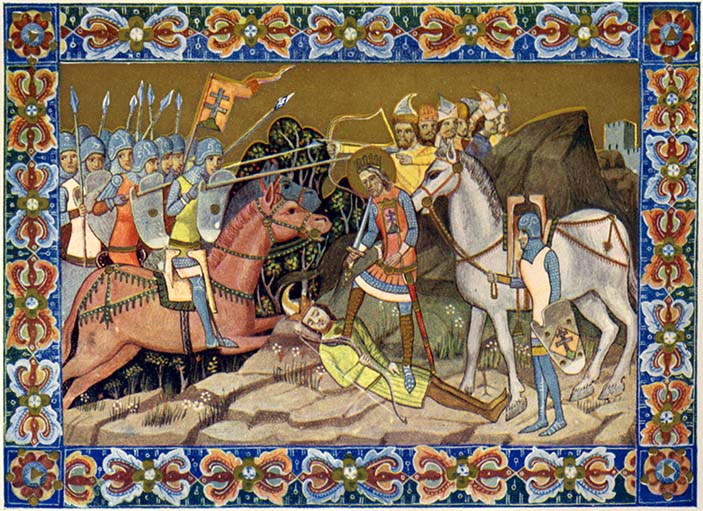
A miniatúra keretének heraldikai dísze a Képes krónikában

A címeradományozások Nagy Lajos uralkodása alatt indultak meg Magyarországon és egész Európában. Bizonyos, hogy a kódexek illuminátorai és a királyi udvar címerfestői a szokásos zászlófestéseken kívül táblaképeket is festettek. Az elveszett táblaképekről, nagyplasztikákról, épületekről a megmaradt címerfestmények, kódexilluminációk, pecsétvésetek alapján alkothatunk képet.
A 14. század végén működött miniatúrafestőként Miskolci László. Misekönyvének (1397, egri érseki könyvtár) illuminációi a korai realizmus szellemét képviselik.
Hertul fia Miklós, avagy Meggyesi Miklós: 1356-ban Nagy Lajos király udvari címerfestőjeként említik, a király kedvenc miniátora volt. Apja, Hertul ugyancsak udvari festő. A művészettörténészek szerint Hertul mester volt az Anjou legendárium és a Hertul fia Miklós a Képes krónika miniátora. A Képes krónika egyik lapján, mely István győzelmét ábrázolja Keán vezér fölött, a rózsák mind fehérek, a liliomok mind vörösek vagy fehérek. Ez azt jelenti, hogy az illuminátor címerfestő volt, aki a miniatúrák virágdíszeinél a heraldikában ismert színváltás módszerét használta. A krónika egyes képei azt bizonyítják, hogy készítőjük a szöveghez képest sokkal több információval rendelkezett.
Petrus Gallicus: a király ötvöse, szepesi alvárnagy. Károly Róbert harmadik kettős pecsétjét készítette az 1330-as havasalföldi háború idején elveszett régebbi helyébe. Kiváló színvonalú munka. A címer pajzsa nagyon elegáns gótikus háromszögű pajzs. A pecsét előlapján a király, ünnepélyes helyzetben ül trónusán. A hagyományos ábrázolásmódhoz képest a világos, kerekded testformálás, a térbeliség érzékeltetése jelent változást. A ruha nem a késő román kori mozgalmas redőzést mutatja, hanem dús, orgonasípokra emlékeztető kötegekben hull le. A kicsiny alak magán viseli a gótika monumentális szobrászatának jegyeit. Petrus és fivére, Miklós művészetéről egyedül ez a királyi pecsét ad hiteles képet.
János királyi festő: 1371-ben halt meg. Művészcímerrel ellátott sírköve Budán maradt meg. János építőmester fontos politikai megbízásokban járt el, s 1365-ben Nagy Lajostól házat és telket kapott Budán, amelynek tekintélyes polgárai közé tartozott. Talán címerfestéssel is foglalkozott.

## 15. század
A reneszánsz kori címeres levelek kivitele, kiállításának helye, az alkalmazott kompozíciók és dekorációs eszközök rendkívül változatosak. A régebbi szakirodalom (pl. Radocsay Dénes) szerint a 15-16. századi királyi kancellárián még nem alkalmaztak olyan művészeket, akik állandó tagjai voltak a testületnek.

### Zsigmond király uralkodása

Szecsődy címer (1418)

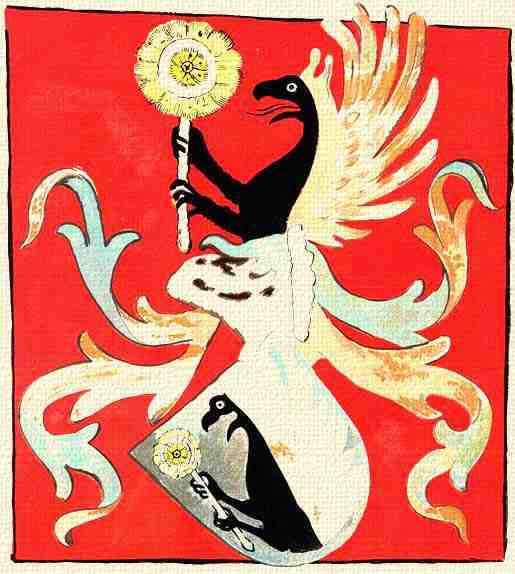
halmai Bor címer (1415)

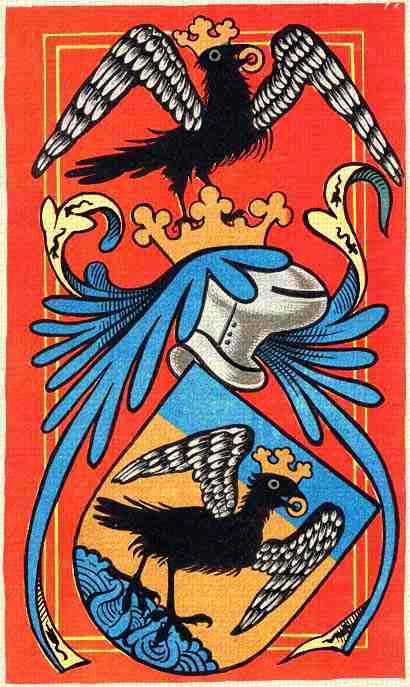
Barrwy címer (1417)

alatt, az 1410-20-as évektől terjed a címerhasználat és egyre több címeradomány születik. Ezek művészettörténeti elemzésével különféle művészeti hatásokat és címerfestőket mutattak ki. Csoma József szerint a címerek késő gótikus stílusban készültek, noha a pecséteket még korai gótikus modorban vésték. Kimutatása szerint az addig ismert címereslevelekből 59-et állíttatott ki Zsigmond külföldön, és csak ötöt Magyarországon. Bárczay Oszkár 1897-ben a Mohács előtti festett címerlevelek számát 151-ben adja meg. Szerinte ezekből 66-ot bocsátott ki Zsigmond – tízet Magyarországon és 14-et Konstanzban, a zsinaton a kíséretében levő nemesek számára. Az Országos Levéltárban őrzött 27 Zsigmond-adományozta címereslevélből csak három, illetőleg Galambóc várával négy származik magyarországi kibocsátási helyről, a többi külföldi, s ezek közül kilencet Konstanzban adományozott a király, s négyet közülük a zsinat elején, 1415-ben, a többit 1417/18-ban. Radocsay Dénes szerint 1415 és 1418 között 24 armális kelt Konstanzban.
Radocsay és más művészettörténészek első, második és harmadik, sőt negyedik konstanzi címerfestőt különítettek el. Volt olyan kéz is, mely több címert festett. Radocsay szerint a negyedik konstanzi címerfestő készítette például Halmai Bor Mihály 1415-ös címerlevelét. Csoma szerint nem tartozik a gondosabb technikájú címerek közé. Erőteljes, merész, inkább durva vonásokkal van a pergamenre vetve, háttere is egyszerű, dísztelen vörös, vékony fekete vonallal keretelt. Alapgondolata nem annyira sikerült, mint a szép Szecsődy címeré, de szép arányok, a részletek összhangja, lendületes merész kivitel, hibátlan kompozíció jellemzi.
Radocsay Dénes szerint a Halmai és Barrwy család címere a műhely keretén kívül álló, képességét tekintve a Harmadik mesterrel vetélkedő negyedik konstanzi címerfestő munkásságáról ad hírt. Nagyvonalú, friss, a részletekkel keveset törődő, szinte impresszionisztikus merészségű művész. Kettős keretelést nem alkalmaz, címerábráinak négyzetes mezőit dekoráló motívumok nem borítják, könnyed fantáziával formált képei a sima egyszínű háttér előtt minden díszítményes elem nélkül jelentkeznek. Színezésük élénk, újszerű, a világosabb árnyalatokat, s a merészebb színellentéteket kedvelik. Mindkét armálisán a címerkép alapja téglavörös. A Halmai armális "fél-griffje" világoskék pajzsmezőben lábával sárga tollas legyezőt tart. Ugyanezek a színek ismétlődnek a Barrwy oklevél címerképén, ahol az ezüstözött szárnyú fekete holló világoskék-arany-világoskék mezőjű pajzson jelenik meg. A Negyedik konstanzi mester festői stílusa szerinte távolabb áll a szokványos miniátor-szemlélettől, inkább a freskófestők nagyvonalú látásmódjához hasonló. A címeresleveleink és a nagyművészetek közötti kapcsolatot szerinte a Negyedik konstanzi címerlevél festő adhatja meg. A Negyedik mester – ahogy sajátos és környezetéhez nem hasonlítható festői nyelve mutatja – a közös műhely keretein kívül dolgozott, önálló művész volt.

### Mátyás uralkodása
kezdetén festőket főleg címereslevelek festésére alkalmazott, esetenkénti megbízással, ha az oklevél elkészítését az udvari kancellária vállalta, és nem az adott család. Mátyás Budán könyvfestő és -másoló, valamint könyvkötő műhelyt létesített, melynek működése egészen 1541-ig tartott. Tagjai az 1460-as években címereslevél-festők voltak. A címeres levelek festésére jellemző a gótikus virágdísz, mely Magyarországon a 15. század első felében alakult ki a szomszédos nyugati területek hatása alatt. Ezt megtaláljuk Vitéz János egyszerűbb, minden valószínűség szerint magyarországi kéziratain is, mint a krakkói Regiomontanus- és a jóval díszesebb Victorinus-kódex.
Mátyás Budán királyi kőfaragó műhelyt is létesített, mely a "vár palánkjában" volt elhelyezve. Ennek tagjai részben címerfestéssel és címerplasztikák készítésével is foglalkozhattak. Vezetői olaszok voltak (Chimenti Camicia; a Márvány Madonna Mestere; az 1480-as évek végén Giovanni Dalmata), akik mellett sok magyar mester dolgozott. Az udvari szobrászok mellett helyi kőfaragók is működtek. Ilyen volt Kassai István, aki 1464-ben Bártfán a Szt. Egyed templomot restaurálta, 1467–1487 közt Kassán dolgozott és ő készítette a Szt. Erzsébet templom déli tornyának címerét, melyen Mátyás király családi címere, a gyűrűs holló is látható. Ő készítette a dóm déli kapuja mellett kőből faragott temetői lámpaoszlopoz, melyre Mátyás király címerét is ráfaragta. A Kassán gyakran megforduló király megbízta a diósgyőri vár kibővítésével. Valószínűleg ő tervezte a szepeshelyi dóm Szapolyai-kápolnáját és a csütörtökhelyi kápolnát.

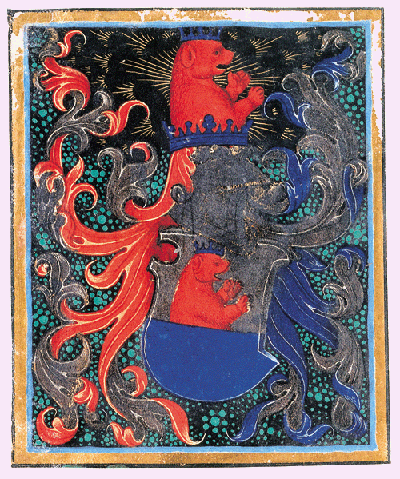
Az enyingi és bakonoki Török családok címere (1481)

Mátyás budai miniátorműhelye az 1470-es évektől vált híressé. 1471-től itt dolgozott Blandius firenzei miniátor, és megfordult itt az ugyancsak firenzei Francesco Rosselli (1480-82-ben), a lombard Franciscus de Castello, Fra Zoan Antonio Cattaneo, továbbá a dalmáciai Felix Ragusanus is. A kódexek és címereslevelek gótikus stílusát felváltja a reneszánsz. A firenzei virágdíszes ornamentika után a lombard-milánói stílusirány uralkodott, melynek nevezetesebb tagjai Castello, J. A. Cattano és Ragusanus voltak. A kor címeres levelei, 1474 óta apróbb olasz sajátságokat kezdenek mutatni, majd 1481-ben a bakonoki Török-család címeres levelében egyszerre határozottan elénk lép a milánói stílusú festői modor. 1480–1481-ben Budán tartózkodott Francesco Rosselli festő, miniátor és rézmetsző, Cosimo Rosselli öccse, aki utóbb Liberale da Veronával együtt dolgozott a sienai dóm karkönyvein. 1481-ből, tehát abból az évből, melyben a címereslevelek is olaszos modort követnek, és Rosselli is Budán tartózkodott, való Kálmáncsehi Domonkos székesfehérvári prépost egyik kódexe, mely világosan elárulja, hogy nagyobb műhelyben készült. Különböző mesterek különféle nyelven beszélnek itt, s egyrészt régibb, gótikusabb stílusban, másrészt milánóias, ferraraias, firenzeies és francia stílusban dolgoztak.
A reneszánsz modor kiteljesedése az udvari művészetben és a címerfestésben az all'antica, azaz antikos jellegű stílus, mely az ókori építészet és mitológia formakincséből merít. Először Brunelleschi vezette be az építészetben. Az all'antica stílus képei, zöld babérkoszorúba vannak foglalva. Jellemzője a növénydísz, puttók, mitológiai alakok, delfinek, építmények stb. A magyar udvarban az 1480-as évek az all'antica-törekvések csúcspontja. A stílus Magyarországon egészen Mohácsig kitartott és az után is, sőt országszerte egészen Erdélyig elterjedt.

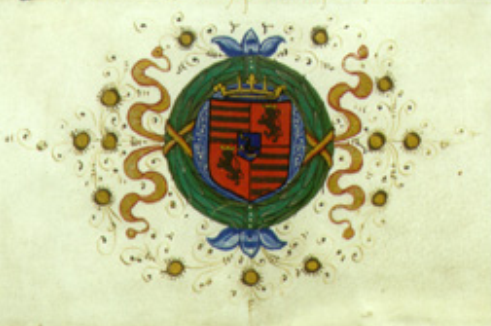
"Első címerfestő", "kövér oroszlán"

Mátyás király első címerfestője: szerényebb képességű címerfestő, harminchat kéziratban maradt meg kéznyoma. A készen vásárolt kódexekbe ő festette be a címert az üresen hagyott helyekre. Firenzei modorban dolgozott, ő volt Budán az első állandó címerfestő. Néha Blandiussal azonosítják. A Korvinákban, egységes típusú címerei láthatók: négyelt címerpajzs, az első és negyedik mezőben a vörös-ezüst magyar vágásos címer, a második és harmadik mezőben, vörös alapon a koronás, kétfarkú, ezüst cseh oroszlán, középen a boglárpajzsban kék alapon fekete holló van, a Hunyadi család címere. Az oroszlán teste vaskos, zömök ("kövér oroszlán"), fején az aranykorona aránytalanul nagy, a címerpajzs fölött a korona széles, lapos. A címer köré festett kisebb-nagyobb díszek többnyire erősen elütnek a kódex eredeti festésétől. Ezeknek a címereknek és díszeknek a mestere Balogh Jolántól a „Mátyás király első címerfestője" nevet kapta a művészettörténeti szakirodalomban. Ismerünk olyan korvinákat is, amelyeknek bár szerény, de egész díszítése az ő kezétől származik. Az „első" címerfestő munkája, körülbelül 1480-tól kezdve számítható. A kódexek, amelyek ezeket a típusú címereket kapták korai, 1450–1470 közti időből származnak, de teljesen hiányzik róluk a metszésnek színes virágmintákkal való díszítése, és selyem-, bársonykötés helyett, amennyiben még megvan eredeti kötésük, túlnyomóan már aranyozott, címeres bőrkötést látunk rajtuk. Ezeknek a jellegzetes korvina-bőrkötéseknek a készítését az egyik köteten olvasható 1481-es évszám alapján ettől az időponttól kezdve datálhatjuk. 1489 júliusában Budán, Mátyás szolgálatában találjuk, amikor három zenggi család, közöttük a De Castelliono et de Mediolano-család számára kiadott nemesi levelet díszíti. Legérdekesebb munkája az érett firenzei modorban készült gazdag címlap, a modenai könyvtár L. B. Alberti De re aedificatoria című kódexében, mely a benne szereplő osztrák címer alapján 1485 után készületett.

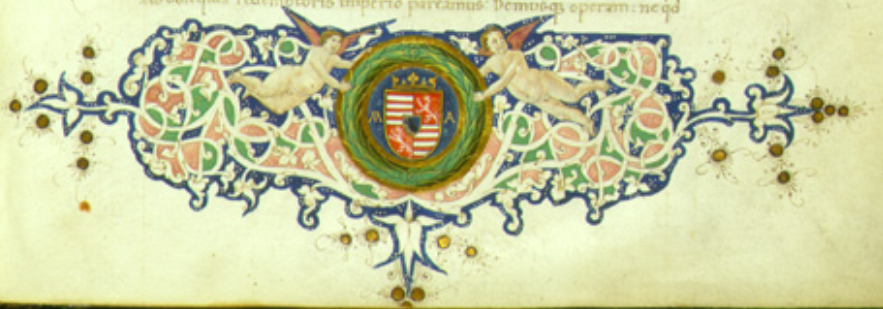
"Második címerfestő", "karcsú oroszlán"

Mátyás második címerfestője: a korvinák következő nagy csoportjánál a második címerfestő egységes munkája állapítható meg. Ezek a címerek ugyanolyanok, mint az előbbiek, de ezüst helyett fehér szín van bennük, az oroszlán pedig rendkívül karcsú, finom vonalú ("karcsú oroszlán"). A pajzs fölötti korona keskenyebb, de magasabb, mint a másik típusnál. Ezek az utóbbi címerrel ellátott kódexek többnyire azonosak azokkal a színes (vörös, kék, lila, zöld) selyem- és bársonykötésűekkel, amelyeknek színes virágdísszel gazdagon tarkított aranymetszésük van, olyan, amilyet csak korvinákon látni. Gyakori még ezzel a címertípussal kapcsolatban az, hogy a pajzs két oldalán az M és A betű látható. Ezeket a betűket „Mathias Augustus "-ként, Mátyás császári címzéseként oldották föl régebben, és ezen az alapon készítésük idejét 1485 (Bécs elfoglalása) utánra tették. Az M A betűk ilyen értelmezését és az 1485 utáni datálást azonban nem lehet elfogadni. A „második" címerfestő munkáját tehát nem kell 1485 utánra datálni. Sőt minden valószínűség szerint éppen ezek a szerény, kisméretű címerek készültek előbb. Mind a két címerfestő 1469-nél később működhetett, mert a címerekben már ott van a cseh oroszlán. A második címerfestő működése együtt jár a színes-aranyos metszésű selyem- és bársonykötések készítésével, valószínűleg az 1470-es évek második felében, s talán kapcsolatba hozható a Janus Pannonius-féle kódexek állománybavételével. A második címerfestő által alkalmazott ornamentika sajátosan Felső-Olaszországból eredő, de néha speciális firenzei elemekkel vegyül, melyek minden tekintetben Cherico virágdíszeivel rokonok.
Franciscus de Kastello Ithallico de Mediolano (vagy Francesco di Kastello Ithallico): a budai műhely egyik legsajátosabb miniátora az 1480-as években, aki a reneszánsz szellemiségnek megfelelően, Kálmáncsehi Domonkos breviáriumában kétszer is szignálta nevét. A székesfehérvári prépost (1474–1495) kódexe, az 1481 körül keletkezett 302 x 225 cm méretű Kálmáncsehi-kódex. A miniátor budai udvarban folytatott tevékenységét bizonyítják azok az 1481-ben a királyi kancellária által kiadott oklevelek, melyeket ő díszített (alsólendvai Bánffy Miklós adománylevele, Enyingi Török Ambrus címereslevele). A művész neve és stílusa alapján Lombardiából származott, itáliai művei azonban nem ismeretesek. Magyarországon telepedett le. Stílusán a ferrarai, lombardiai iskolák hatása éppúgy fellelhető, mint a gótikus örökség régieskedő motívumai. Kifejezésmódja olykor nehézkesnek, darabosnak, máskor virtuóznak, könnyednek tűnik. Zavarba ejtően sokoldalú, már-már eklektikus. A lapszéldíszítések rendkívül változatosak.
"Cassianus mester": a párizsi Cassianus kódexről nyerte nevét az az illuminátor, aki a címereslevelek tanúsága szerint 1489 és 1498 között tevékenykedett Budán. Munkásságára új, mozgalmas akantuszleveles stílus jellemző. Cassianus mesternek a morvaországi könyvfestészetre gyakorolt befolyását bizonyítja a brucki premontrei kolostor gradualéja, 1499-ből.

### A Jagelló-korszak

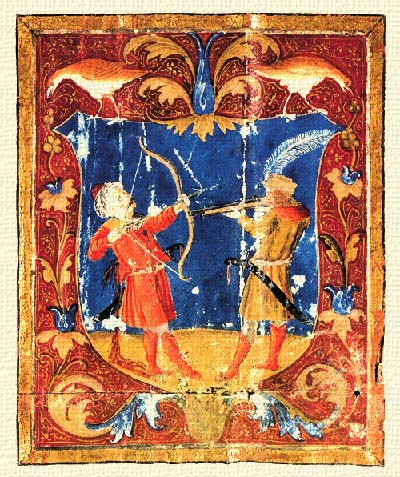
Radák címer (1514)

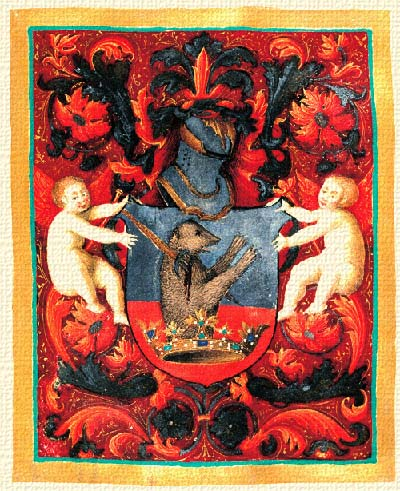
Koppány címer (1517)

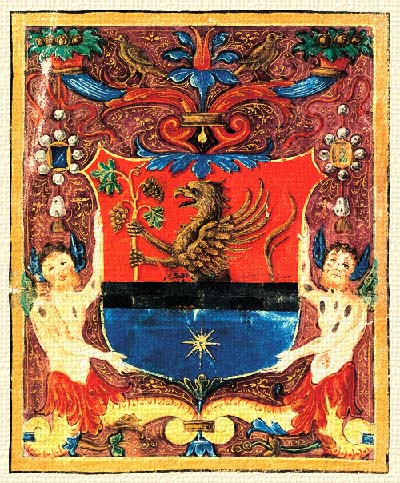
Szuhodoli címer (1516)

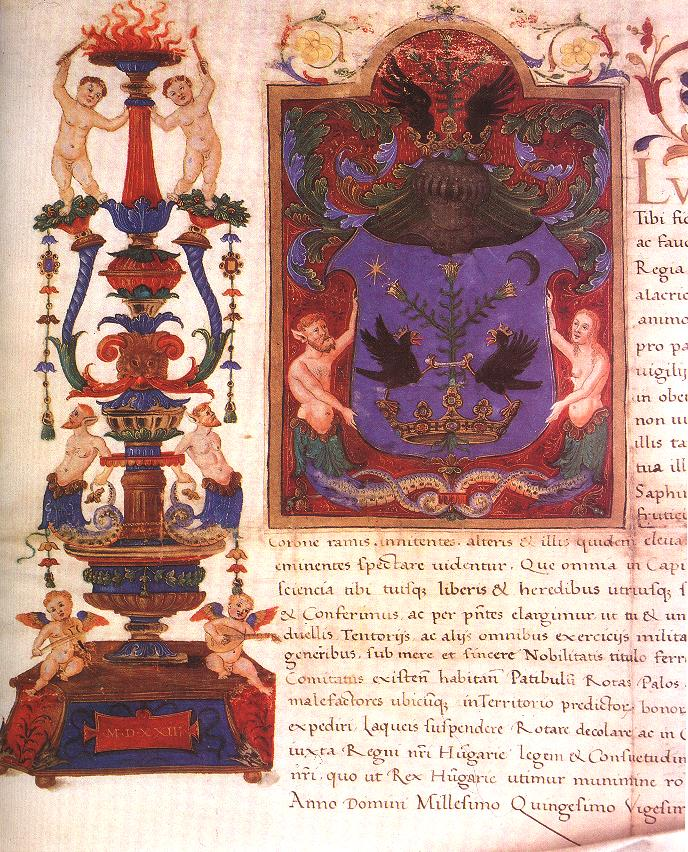
Imreffy címer (1523)

elején, II. Ulászló uralkodása alatt (1490–1516) tovább működik a Cassianus-mester nevével fémjelzett budai illuminátori műhely. Az általuk használt motívumkincs nem csupán a II. Ulászló alatt befejezett Cassianus-corvina, illetve a magyar főpapi réteg által rendelt kódexekben jelent meg, hanem a környező cseh, morva területek és Szilézia könyvfestészetére is hatással volt (pl. a loukai premontrei kolostor Gradualéja.). Ebben a stílusban készült, 1506 után, Thurzó János boroszlói püspök Hóráskönyve amely a budai stílus lengyelországi meghonosodásának első ismert példája. A Jagelló-korban Mohácsig a kódexek reneszánsz stílusú illuminálása tovább folytatódott, mint ezt Szathmári György breviáriumának Boccardino Vecchio által illuminált pompás címoldala mutatja, 1522 előtt. Perényi Ferenc missaléjának ugyanekkor díszített lapjai a Bakócz-Monogrammista és a Cassianus-Mester stílusát fejlesztik tovább. Eredetileg Mátyásnak dolgozott a milánói származású Giovanni Antonio Cattaneo domonkos szerzetes, miniátor, madocsai apát is. Először a milánói herceg 1487. október 8-án kelt levelében tűnik fel teljes nevével, utóbb 1490-ben újra teljes nevével szerepel. Egy későbbi, 1498-ból kelt oklevél egyszerűen Johannes Antonius madocsai apátnak nevezi.
A reneszánsz stílusú címereslevelek száma a Jagelló-korban erősen megszaporodik, és művészettörténeti jelentőségük egyre nagyobb lesz, mert a Mátyás-kori könyvfestészet vívmányait fejlesztik tovább. A királyi kancellária okleveleit eleinte csak címerkép díszítette, azonban egyre több armális kapott egyéb, figurális díszt.
Egy nagyon színvonalas, ismeretlen miniátortól származó csoport legszebb darabja Gersei Pethő János címereslevele (Buda, 1507. szeptember 22.). Pethő János a fiatal II. Lajos herceg udvarmestereként, később az ifjú királyné ajtónállójaként fontos szerepet töltött be az udvarban. Ezért kerülhetett címere fölé egy, a portré igényével készült, all’antica trónon ülő Ulászlót, jobbján a kis Lajost és balján Annát (ez a rész nagyon sérült) megjelenítő ábrázolás. Az aranyozott miniatúrát gazdag lapszéli akantuszornamentika kíséri. Az oklevelet festő budai műhely emellett két, reprezentatív szerkönyv díszítésében vett részt. Sajnos ezek töredékesen maradtak ránk, a korabeli kódexek közül nagyon sok pusztult el a Jagelló-kort követő néhány évtizedben.
II. Lajos uralkodása alatt szinte kizárólag all'antica stílusban készültek a címereslevelek (Radák Balázs és testvérei, Koppány Gergely, Szuholodi János, Sáfár Tamás és Pöstyéni Gergely, Joannes e Campanelliset de Bursel armálisa). A könnyed festői stílus, a jellegzetes puttók és nereidák a címereslevelek nagyobb körére hatottak 1514 és 1525 között. A budai műhely kiemelkedő alkotása középkori okleveleink legdíszesebb darabja, Szerdahelyi Imreffy Mihály címereslevele (Pozsony, 1523. november 11., Magyar Országos Levéltár, Dl. 93.845.), amelyet már II. Lajos adományozott szolgálataiért Imreffynek.
Giulio Clovio: Vasari tudósít róla, hogy II. Lajos udvarában tartózkodott. A Bakócz-Monogrammista körétől idegen stílusát Balogh Jolán Újlak város 1525-ben kelt privilégiumának címlapján ismeri fel.
Bakócz monogramista: minden bizonnyal Budán dolgozó miniátor. Stílusa új irányt jelentett a budai miniátorműhely működésében. Az egyik legjellegzetesebb mester volt, aki a gótikus stílusban György topuszkói apát által megkezdett, Bakócz (Erdődy) által befejezett zágrábi missale reneszánsz díszítéseit készítette 1510 után és monogramjával jelezte. Nevének kezdőbetűit innen ismerjük. Ő és műhelye illuminálta az esztergomi Bakócz- (Erdődy-) graduálét, és műhelyéhez 18, Budán kiadott címereslevél díszítése is köthető az 1514–1525 közötti időszakból. Az okleveleken felhasznált motívumok között ekkoriban jelennek meg az egyértelműen all’antica elemek.
Desiderius Italus: Budán működő kitűnő olasz címerfestő. Az 1526-os Campanellis címereslevél nevezi meg („nobilis Desiderii pictoris Itali docta manu depicta”). A címerkép kivitel tekintetében sok azonos vonást mutat a Salzer-család 1525 március 26-án kelt címerével. A hasonlóság főleg a címeralakban, a sisak formájában és a sisakdíszben nyilatkozik meg, úgyszintén a takarók kivitelében, úgyhogy valószínű, hogy a Salzer-czímer is Desiderius mester műve. Nevét a királyi számadáskönyvekben nem találjuk említve. Rajta kívül az 1525. január és július közti időből még két udvari festőről van tudomásunk, akiket a számadáskönyvek említenek, Jánosról és Jakabról.

## 16. század

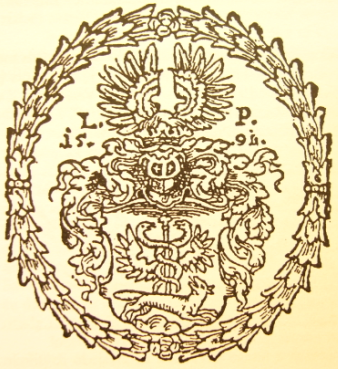
Pécsi Lukács fametszete (1591)

16. század első harmadában I. Miksa és I. Ferdinánd uralkodása alatt a királyi kancellárián még nem voltak állandó címerfestők. A címeres leveleiket különböző helyen adták ki és a miniatúrákat általában helyi művészek készítették. Ez a helyzet csak II. Rudolf uralkodása alatt, a 16. század utolsó negyedében változott meg. A címeres levelek kiállítási helye kizárólag a prágai várba tevődött át, ami az itt működő udvari címerfestők által kiállított címeres levelek megnövekedett művészi színvonalában is megnyilvánult. Egyesek a monogramjukat is ránk hagyták, a többség azonban névtelen maradt, főleg a magasabb színvonalú alkotók között. Külföldön a 16. század legismertebb címerfestői közé tartozott Párizsban Anquillon, Németországban a nürnbergi Jacob Elsner, Georg Glockenton és Virgil Solis, Münchenben Jacob Schrenk és testvére Georg, továbbá a nemzetségkönyvek (Stammbuch) illuminátorai, Georg Carl és Hans Ostendorfer.
Mivel a század első harmadában a magyar királyi udvar Bécsben, később néha Prágában székelt, ezért a magyar címeres levelek kiállítása is ide tevődött át, de a címerek megtartották magyar jellegüket, ami arra utal, hogy a magyar kancellárián a magyar hivatalnokok kezében volt a címerügy. Az Oláh család  1558-as címeres levelének szövegét például Bocskay György, az udvari kancellária betűművésze készítette el. Rudolf és II. Mátyás számos címeres levele az ő kezéből került ki.
A másik magyar címerszervezeti hivatal az erdélyi fejedelmek udvarában működött. Annak ellenére, hogy kezdetben itt is túlsúlyban lehettek a külföldi, elsősorban itáliai címerfestők, ők sem az olasz heraldikából ismert címerkompozíciókat alkották, hanem a magyar heraldika ábrázolásmódjához alkalmazkodtak. Jelentősebb idegen elemről csak Zsigmond király konstanzi címerfestői esetében beszélhetünk, de az ő címereik nem hatottak jelentős mértékben a későbbi magyar címerfejlődésre. A magyar heraldikára a külföldi címertani ábrázolásmódok közül főleg a német-osztrák gyakorolt állandó hatást.
H.G.B. (vagy H.C.B.): I. Ferdinánd címerfestője. Az 1558-as Oláh címeres levél miniátora, melyet H.G.B. 1560 jelzéssel látott el. Eddig még nem sikerült azonosítani, de stílusa és névbetűi alapján is nyilvánvaló, hogy német nyelvterületről, talán Németalföldről származó, a késő gótika díszítőművészetéhez sok szállal kötődő miniátor volt, aki az oklevelet viszonylag későn, két évvel a kelte után díszítette.
Tiburtius mester: Miksa és II. Rudolf bécsi címerfestője. Ő készítette a Kubinyi család második címereslevelének miniatúráját 1578-ban, melyet a király június 14-én bocsátott ki. (Az első címereslevelet a család 1497. július 4-én kapta Prágában Ulászló királytól, melyet a reneszánsz miniatúrafestészet kiemelkedő alkotásának tartanak; különösen a címer zergéjének megformálása áll magas művészi színvonalon.) A címer tervét Kubinyi Kristóf fia, László készítette el. Kristóf, aki fiaival a címereslevelet kapta, arra kérte Miksa királyt, hogy a rajzot adja át az udvari miniátornak, Tiburtius mesternek, hogy az oklevélen a címer színei pontosan megegyezzenek azzal, ahogyan azt Kubinyi László elképzelte.
Ruda János, Rudolf király heroldja.
Pécsi Lukács, nagyszombati nyomdász.

## 17. század
A széki gróf Teleki család marosvásárhelyi levéltárában (Gróf Teleki Sándor-féle oszt. 1680. évi csomó) fennmaradt egy elszámolás a Kapi Györgyné, Bánffy Ágnes díszes temetésére készült számos selyemre festett és fából kifaragott címert illetően. A mesterek szerint a címerek megfestése, fából való kifaragása stb. hat heti időt igényelt. Különösen a XVIII. századi főúri temetésekre a halálozás napjától számítva csak l-2 hónapon belül, néha azon túl került sor.
3. Junii 1680. Mész Sigmond az szebeni képfaragó az szegény asszony, Kapi Györgyné asszonyom temetésére szegődött 4 faragott címert, lészen fizetése egyiktől-egyiktől flo. 4.

Ezen fa-címereket az képíró Demesch Pál arany azzá meg egyiket-egyiket ugyan 4 forintért.
Item az koporsóra hat öreg címert, materiát, melynek egyikétől lészen fizetése két forint 30 pénz.
Ezeken kívül az tafota és egyéb matéria címertől egytől-egytől leszen fizetése két forint, idest flo 2.
Az regal címertől egytől leszen fizetése flo 1.
Az papiros címertől leszen 4, címertől egy forint.
Koporsóra való matéria címer leszen nro 6 öregek.
Ezen kívül tafota s egyéb selyem matéria címerek 44.
Arany ás regál címer 20.
Apró papiros címer 100.
ígérte hat hétre elkészíteni.
Az ki az címereket írta annak az képírónak neve Hermán György, szebeni.
Az képfaragónak neve Mész Sigmond.
Az ki aranyazza annak munkáját Demesch Péternek hi'jják.
Matéria címer atlac, kanavác és tafota volt az mint eszemben jut 48.
Papiros száz.
Regal 20.
Charta 150 öreg. Apró azon kívül.
Az ezüst táblát, az ki csinálta Segesvárt Eötves János neve, az várban. 288.

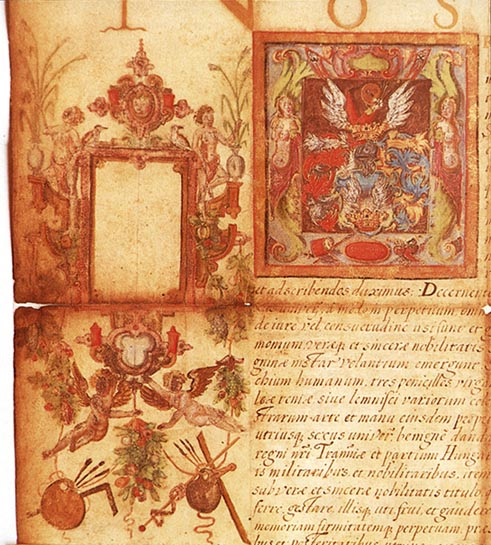
Nagybányai Csengeri Képíró István címere

A 17. század közepétől kezdenek megjelenni a füzet, később a könyv (18-19. sz.) formájában kiadott címereslevelek. A kor magyar címerügyének jellegzetes területe az erdélyi fejedelemség.
A címerek megfestésére Erdélyben a képíró céh tagjait kérték fel vagy udvari címerfestőket alkalmaztak, a halotti címereket valószínűleg az asztaloscéh tagjai készítették. Erdély uralkodói közül kiemelkedik Bethlen Gábor, az építészet nagy híve és a művészetnek bőkezű pártolója. Kolozsvárra, Kassára írogat kőfaragókért, képírókért, hogy azokat „kültön küldjék” Fehérvárra. A főurakat, megyéket, városokat arra kötelezi, hogy Gyulafehérvárt házakat építsenek. 1618-ban Fehérvárt, 1624-ben pedig Kassán szigorú parancsban rendeli el a régi házak újjáépítését. Fehérvári palotáját pompás fejedelmi székhellyé alakította, Velencéből, Bécsből, Konstantinápolyból hozatott képeket, kárpitokat, ötvösmunkákat, szőnyegeket. Főleg velencei és flandriai kárpitokból, vagy mint akkor nevezték, „házöltözetek”-ből volt szép és gazdag gyűjteménye. De a hazai művészeket, képírókat (Székesfehérvári Képíró István, Nagybányai Csengeri Képíró István, Mezőbándi Egerházi Képíró János), kőfaragókat (Diószegi István) is buzgón pártfogolta, céheiket, például a kolozsvári képírócéhet, megerősítette, egyes művészeket, mint Fejérvári Pál deák címerfestőt is kiváltságokkal jutalmazott. Sőt gondja volt arra is, hogy a magasabb rendű tervező építészetre magyarokat neveljen. E célból küldte Pálóczi Horváth Jánost Padovába építészetet tanulni.
Pecséteit kolozsvári, bécsi, körmöcbányai vésnökök készítették. 1614-ben Eppel Mihály kolozsvári ötvösnek egyszerre öt, a fejedelem számára készített pecsétnyomó metszéséért fizetett a kolozsvári sáfárpolgár. Ő készítette a fejedelem 1613-as (gyenge minőségű) pecsétét. Ennek 1618-as változata talán Kassai Ötvös Gergely munkája, aki 1618 őszén költözött a Felvidékről családjával együtt a gyulafehérvári udvarba. 1620 és 1622 között használt tipáriumait pedig valószínűleg nagy gyakorlattal rendelkező körmöcbányai vésnökök készítették, talán Heiler Dániel vagy Hörl Vilmos, aki ugyancsak Körmöcről került a fejedelem legfontosabb pénzverőházává előlépett Nagybányára. A fejedelem halálát követő időszakból név szerint egyetlen pecsétkészítő neve ismert, a kolozsvári rézműves Helfer Ferencé, aki Brandenburgi Katalin fejedelmi pecsétjét készítette, de szinte biztosan ő véste Bethlen István (1630) és I. Rákóczi György (1631) pecsétjét is. A hazai mesterek által készített későbbi pecsétnyomókon továbbra is a Bethlen Gábor korában meggyökeresedett késő reneszánsz voluták, porcdíszes motívumok dominánsak, de egyre romló kvalitásban és egyre stilizáltabban, a korszak pénzérméihez hasonlóan.
Ekkoriban már szinte minden jelentős városban működtek változó színvonalon alkotó címerfestők, mint Bártfán Grünwald Máté és Besztercebányán Khien Jakab. A század végén Kassán dolgozott Bogdán Gotfrid. Szintén Kassán 1663-ban Spillenberger Sámuel perli Bogdáni István örököseit a megfestett temetési címerek áráért. Az ő fia volt Spillenberger János, Lipót császár udvari képírója.
Gyulafejérvári Pál Deák: erdélyi udvari címerfestő.
Kitűnő heraldikus és miniátor, János Zsigmond és a Báthoryak címerfestőinek idegen, főleg olasz iskolája után ő viszi be a címerfestésbe a magyaros felfogást. Tevékenysége az erdélyi heraldika virágkorát jelenti. Címeresfüzete, a Központi Antikvárium 2006-os árverésén 260 ezer forintért kelt el.
Nagybányai Képíró István: erdélyi udvari festő.
Egerházi János: Bethlen Gábor udvari mennyezetfestője, ő festette a fejedelem alvinci és gyulafehérvári palotáinak mennyezetét. A gyalakúti templom mennyezetfestményének egy része emlékeztet Gyulafehérvári Címerbíró Pál deáknak, de még inkább Báthori Zsigmond egyik olasz címerfestőjének a XVII. század elején használt néhány címeres levéldíszítő motívumára és színére, valamint egykorú betűdíszítményekre. I. Rákóczi György fejedelem 1631-ben újra megnemesítette és az armális címerének megrajzolását rábízta.
Spillenberger János () Lipót császár udvari képírója. Kassáról származott

## 18. század
A 18. században a legtöbb címereslevelet könyv formátumban, bársonykötésben adták ki. Ezekben egy heraldikai motívumokkal, allegorikus alakokkal ellátott kezdő grafika látható, a lapszélek ornamentális dísszel vannak ellátva. A lapokon és a címerek miniatúráin gyakran láthatók csendéletek és tájképek. Ez a barokk, rokokó és klasszicista oklevelekn is megtalálható. A bécsi udvarban egész rézmetsző dinasztiák működtek, mint például az Aichinger, Laufberger, Mayer, Mansfeld család tagjai.

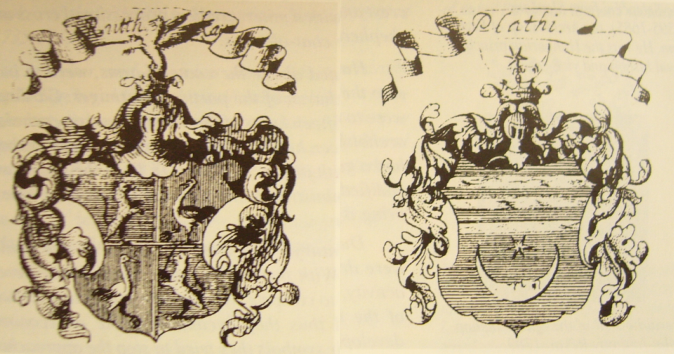
A Ruttkay és Platthy család címere Kovács János metszetein (1723)

A század végére a címer és pecsétkészítés széles körben elterjedt. Nemcsak az udvarban működtek címerfestők és pecsétkészítők, hanem az ország minden részén. A kassai Szent Erzsébet-templom számára festett zászlókat 1729-ben Izbéghi István. A török kiűzése után Zombor városa 1784-ben arra kérte a telepítő bizottságot, hogy mesterembereket szerezzen a városnak Németországból. Szüksége volt esztergályos, kesztyűs, pék, harisnyakötő, szappanos, rézmíves, nyerges, pecsétvéső, kádár, késes, tűgyártó, kosárkötő, fésűs, keményítőgyáros, kártyagyáros, műkertész, zenész, fazekas, rézöntő, szitás, takács, női szabó, selyem- és kelmefestő, kárpitos, enyvfőző, köszörűs, stb. iparágakat űző mesterekre.
A 18. században a zsidók körében a szabómesterség volt a leggyakoribb, valamint az olyan "luxusszakmák", mint az üveges, ötvös, könyvkötő, pipametsző, pecsétvéső. Ez leginkább a fejlettebb nyugati és középső területekre volt jellemző.
Kovács János: térképész, krónikaíró, foglalkozott heraldikával is. Bél Mátyás számára címerek rézmetszeteit készítette el. Különlegesek a pajzsformái.
Páldi István (Kolozsvár, 1717. dec. 17-Kolozsvárt, 1769. márc. 10), rézmetszó, kolozsvári nyomdász. Teljes neve Páldi Székely István volt. 1741-ben Leydenben bölcseletet, természettant és kémiát tanult, 1751-ben Utrechtben főként a könyvnyomtatást tanulta. 1752-ben tért vissza Kolozsvárra, ahol 1755. február 15-én megkapta a református kollégium könyvnyomtató műhelyét. Mivel a legtöbb hasznot hajtó könyv nyomtatásának joga más nyomdáé volt, címerfestéssel és tűzijátékok készítésével segített magán.

## 19. század

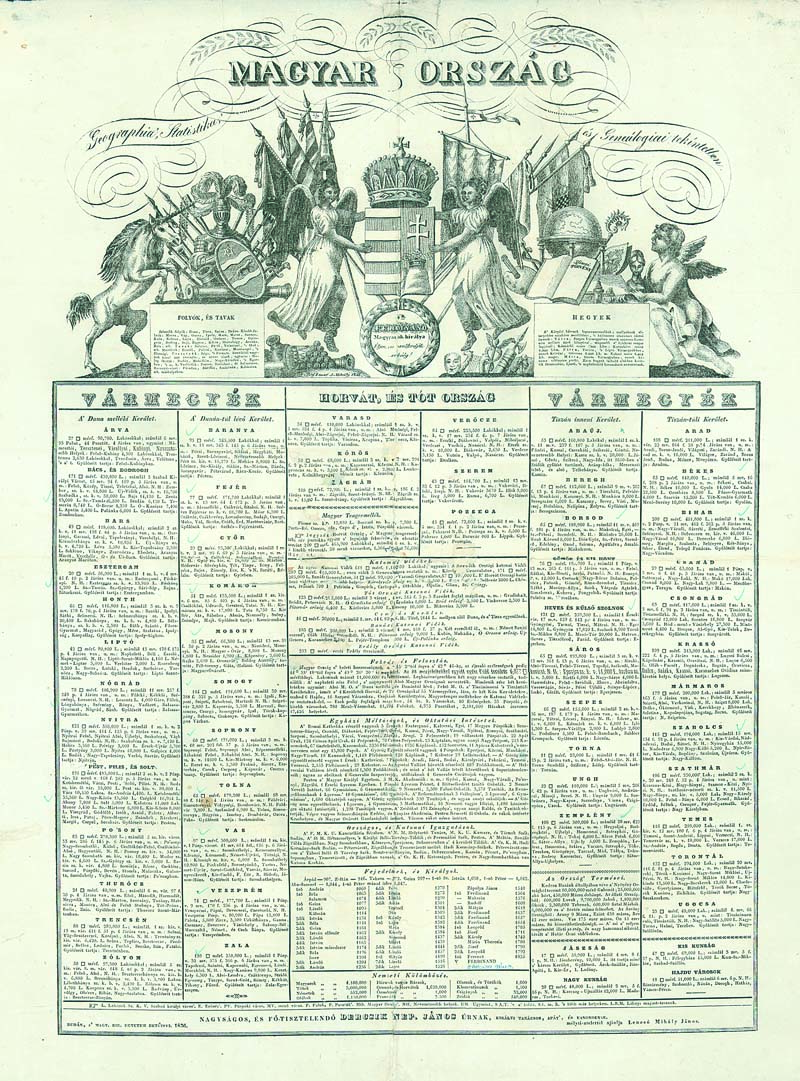
Lencsó nagyméretű nyomtatványa

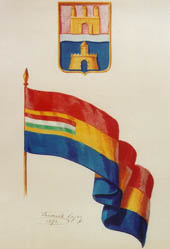
Fricdrich Lajos, Budapest címerének és zászlójának 1. terve (1873)

A tudományos heraldika a század közepén alakult ki, mely a forrásokra támaszkodó pozitivista szemlélet volt. Azonban a címerművészet – más művészeti ágakhoz (pl. az építészethez) hasonlóan – sokáig kereste a saját arculatát. Ezért a 19. század heraldikájára jellemzők az eklektikus vonások, a neogót, neoklasszicista stb. elemek. A 19. század a heraldikában is a nagy forrásközlő és összefoglaló munkák korszaka, mely alapos kutatások eredménye volt. Mielőtt Arany János hozzálátott volna a Toldi szerelme megírásához, a szakirodalom alapján gondosan felkutatta a Nagy Lajos korabeli családok címerét. A Magyar Tudományos Akadémia Kézirattára Toldiana cím alatt őrzi gyűjtését, benne számos saját kezű címerajzzal.
A 18-19. századra szélesebb körben, azaz a kevéssé fizetőképes rétegben is kialakult annak igénye, hogy címerüket a pecsétjükhöz hasonlóan (vándor) mesteremberrel készíttessék el. Ilyen szakemberek szolgáltatásaira volt szükség már a 17. században is, miként az Apor Péter leírásából kiderül, például a temetési menet papír- és halotti címereinek elkészítésénél. A 18-19., sőt a 17. században már minden jelentős városban dolgoztak zászló- és címerfestő mesterek. Szegeden a hódmezővásárhelyi származású Ozoray mester, zászló- és címerfestő volt a legismertebb, aki szentképeket, arcképeket és cégéreket is készített. Ezeket címernek is nevezték. Nála kezdett festészetet tanulni Tölgyessy Artúr festőművész. Ozoray az öreg Nagy Ferenc, híres szegedi zászló- és szentképfestőnek, volt a tanítványa, akit (Nagy Ferencet) a hívők az egész délvidékről, sőt a Duna mellől is felkerestek szentképekért és zászlókért. Foglalkozott zászló- és címerfestéssel Boros N. János (1808–1855) festőművész is, aki a saját kimutatása szerint bevétele 1/4 részét címerek, zászlók festésével és más díszítésekkel szerezte. Ignatz Pulpan (†1838) budai címerfestő sírfeliratán a „Zimmer und Wappen mahher” szavak olvashatók, ahol a „Zimmer” szó nem „szobát” jelent, hanem a magyar „címer” szó németes átiratát. Ez is jelzi a címerhaználat széles elterjedtségét, ami különféle művészeti és mesterségbeli színvonalon álló címerfestők számára biztosított megélhetést. Különféle folyóiratok és könyvek számára készített metszeteket Lenhardt Sámuel. Európa más tájaihoz hasonlóan Bécsben és más nagyvárosokban is megjelentek az olyan "családfakutató" cégek, melyek az emberek sznobizmusára alapozva, térítés ellenében, pusztán a névazonosság alapján állítottak ki nem hiteles leszármazási táblákat, a hozzájuk tartozó címerekkel együtt.
Lencsó Mihály János (1807–1883) címerfestő. A művész életéről keveset tudunk, egyes adatok szerint 1830-40 körül Budán működött, talán ő lehetett az a krisztinavárosi kőnyomda-tulajdonos is, aki 1848. március 17-én a nyomdászok által a szabad sajtó szabályairól a városhoz írt levelet aláírta. Ő készítette a Magyar Ország Geographia, Statistika és Geneálogiai tekíntetben (Buda, 1836) című metszetet és ennek szövegét is. Mérete: 625 x 431 mm.
Fridrich Lajos címerfestő (a neve Friedrich alakban is szerepel). Budapest 1872-es megalapításakor a város címerének és lobogójának megtervezésével az albizottság a kor legnevesebb és legkiválóbb tudósait kérte fel: báró Nyáry Albertet, Rómer Flórist, Nagy Ivánt és Horvát Árpádot. Az albizottság a szakértők szempontjainak megfelelően Fridrich Lajos címerfestővel és Altenburger Gusztáv címergyűjtővel készíttetett terveket. A fővárosi közgyűlés által 1873. május 29-én elfogadott címer- és lobogótervet Ferenc József 1873. szeptember 21-én erősítette meg.
A bécsi udvar számára számos grafikus készített réz- és acélmetszeteket, akik közül egyre többen a szignatúrájukkal is ellátták a műveiket:
AICHINGER fec.: az osztrák sassal ellátott grafikai lapokat készített. A művei az 1820-as évek tájáról ismertek.
K. K. BRAUN: csendéletekkel, virágokkal, tájképekkel ellátott grafikai lapokat készített. Művei az 1830-as évekből ismertek.
A. GELPKE: növényi motívumokból, heraldikai jelképekből álló képkereteket alkalmazott az 1860-as években, I. Ferenc József címeres levelein.
A. H.: litográfiákat készített, a grafika tetején az osztrák sassal, oldalt szimbolikus alakokkal. I. Ferenc József számára dolgozott az 1840-es években.
ANT. KLEIN gezeichnet und geschreiben: írnok és egyben grafikus. Egy 1688-as címeres levél másolatát készítette el.
C. KRAHL. K. K. Hof. Wappenmahler, Krugerstrasse N 1009 Wien: híres bécsi címerfestő.
LANGE: I. Ferenc számára készített címereslevél-lapkereteket az 1820-as években.
LAUFBERGER gez.: az 1850-60-as években I. Ferenc József címeresleveleihez készített kezdő grafikákat és lapkereteket, felül az osztrák sassal, oldalt jelképes alakokkal.
FRANCISCUS MEYER fecit, 1757: kezdő grafikákat és rokokó lapkereteket készített Mária Terézia címeres levelei számára. Rézmetszetes lapkereteit az 1820-as években is használták.
CARL IGNAZ MEYER fecit, MANSFELD sc.: grafikai lapokat és lapkereteket készített, oldalt a Habsburg tartományok címereivel, Mária Terézia számára az 1770-80-as években.
K. NICKL lit.: I. Ferenc címeres leveleinek litográfikus lapkereteit és grafikáit készítette az 1830-as években.

## 20-21. század

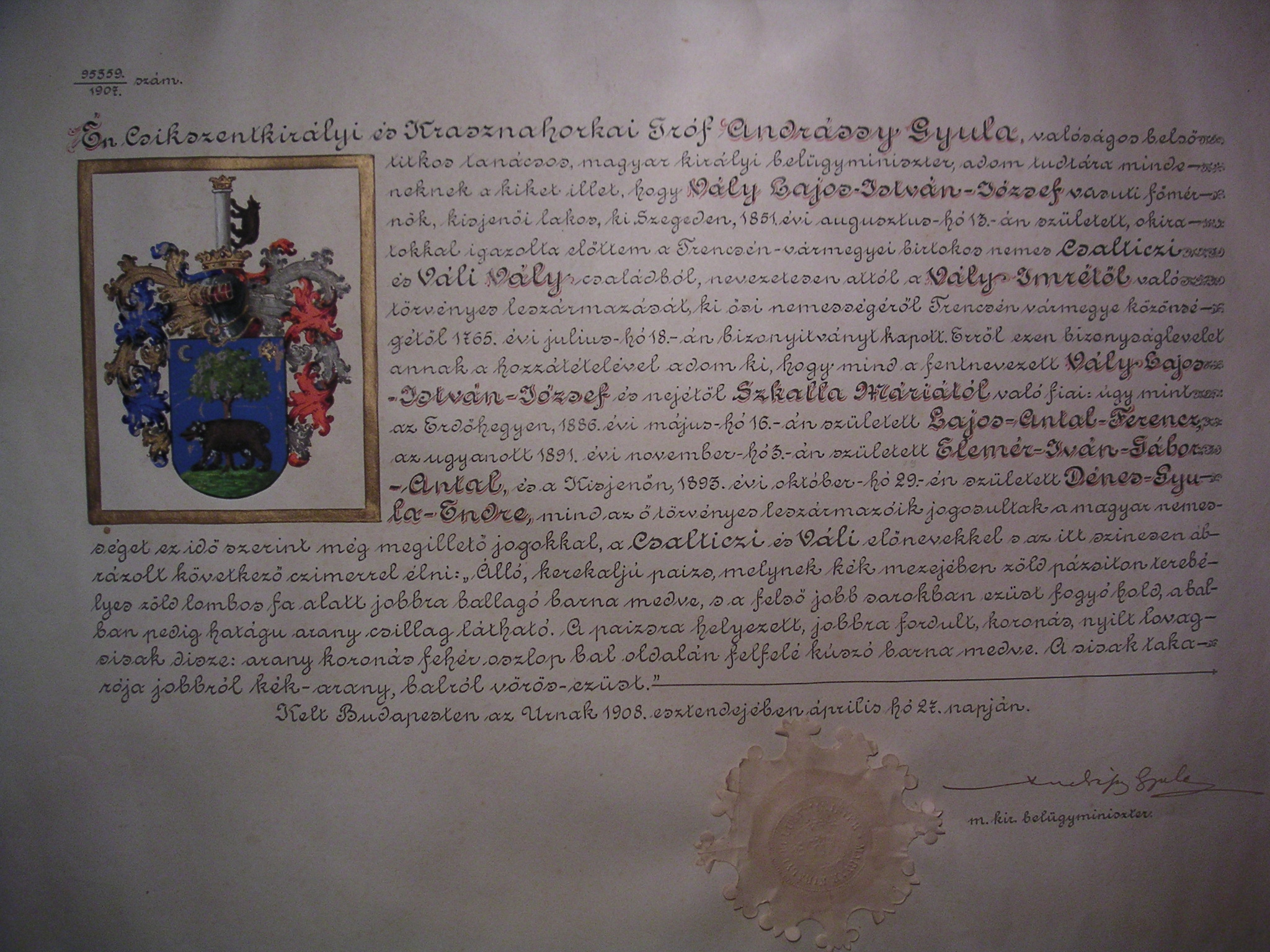
A Vályi család nemességigazoló oklevele (1908)

Siófok antiheraldikus címere (1974–1989)

Zalaegerszeg antiheraldikus címere (1974–1989)

Pécs antiheraldikus szocialista címere

Az utolsó címereket 1918-ban adományozták Magyarországon. Az udvarral együtt a címerügyi szervezet is felbomlott. Magyarország államformája királyság maradt ugyan, de a kormányzó nem rendelkezett a nemességadományozás jogával. A belügyminisztériumhoz tartozó heraldikai és genealógiai ügyek így elsősorban a nemességi igazolásokra szorítkoztak, melyhez nem volt szükség külön címerfestői kar fenntartására. Ezzel együtt a magyar heraldika is hanyatlásnak indult. Ettől fogva a címertan szinte kizárólag csak a kommunális heraldikára korlátozódott, de ott sem állt a kívánatos színvonalon. Ez főleg a második világháború utáni rendszerváltásra érvényes, amikor az 1946. évi IV. törvény a nemesi címekkel együtt a címerhasználatot is eltörölte.

A genealógia és a heraldika művelése nem volt összeegyeztethető a szocialista ideológiával.
1970-ben rendelet, 1974-ben minisztertanácsi határozat engedélyezte a városok számára a címeralkotást, illetve címerhasználatot. Egészen az 1980-as évekig, néhány kivételtől eltekintve, az a gyakorlat jellemezte a magyar kommunális heraldikát, hogy az egyes települések a hagyományos címerek helyett teljesen új címerek megalkotását helyezték előtérbe. A címerek nagy többsége a heraldika szellemétől, gyakorlatától teljesen idegen jelkép lett, amelyeket gyakran ékesítettek munkásmozgalmi jelképek, a szocialista gazdasági fejlődést szimbolizáló motívumok. Ezt az indokolatlan, helytelen gyakorlatot kezdettől fogva élesen bírálták a szakma képviselői. A szocialista korszak városcímereinek összefoglaló kézikönyvét Castiglione Endre adta ki 1975-ben (Magyar városok címerei).
A városi címereket a kommunista ideológiának megfelelő módon tervezték át. Nemcsak az egyes települések történeti hagyományait vették semmibe, de a heraldika szabályait is. Nem létezett semmilyen, a heraldikával foglalkozó központi testület, mint például Csehszlovákiában a kormányszervek mellett működő, heraldikai bizottság. A címerek használatba vételét Magyarországon az említett rendelet a Képző- és Iparművészeti Lektorátus hozzájárulásához kötötte, de ez heraldikai szempontból laikus testület volt, a heraldikusok nem kaptak benne helyet. Volt olyan város, mely változatlan formában akarta felújítani történelmi címerét, de nem kapott rá engedélyt, hanem "modern", szocialista szellemű címer felvételére kötelezték. Ugyanakkor a kirívóan antiheraldikus címereket a Lektorátus engedélyezte. Így minden település testülete és pártfunkcionáriusa előtt megnyílt a lehetőség, hogy a saját laikus elképzelését ültethesse át a címerbe is. A magyar címertan színvonalát ekkoriban csak a heraldikával is foglalkozó néhány egyetemi szakember, valamint az egyházi és tudományos megrendelésekre dolgozó magán címerfestők tartották fenn, mint például Erdélyben Köpeczi Sebestyén József.
A helyzet az 1989-es rendszerváltás után javult, de még messze van az eszményi állapottól.
Új címerek alkotásánál sokszor ma sem nem folytatnak kellő előtanulmányokat, és nem veszik figyelembe a szakértők véleményét sem, ebből adódóan nagyon sok a rossz, antiheraldikus címer. Különböző próbálkozások után ezeknek a problémáknak kezelésére, illetve a helytelen címerek felülvizsgálatára alakult meg 1998-ban, neves magyarországi szakemberek közreműködésével, a Nemzeti Kulturális Örökség Minisztériumának égisze alatt a Magyar Heraldikai Bizottság. Tevékenységét azonban erős jogi (s részben aktuálpolitikai) korlátok akadályozzák.
Továbbra sincs tehát egy központi testület, melynek véleménye mérvadó lenne címertani kérdésekben, noha a hagyományok megteremtése már ott is elkezdődött, ahol korábban ilyenek nem voltak, mint pl. Szlovákiában, vagy Romániában. Északi szomszédunknál nemcsak a nemességgel összefüggő jogi kérdéseket (pl. a kastélyok visszaadása, bizonyos mértékű kártalanítás stb.) rendezték sokkal nagyvonalúbban, mint Magyarországon, hanem a heraldika ügyét is képzett szakemberek vették kézbe. A belügyminisztérium mellett működő Heraldikai Bizottság hagyja jóvá a települések címerét és lehetőség van ún. polgári címerek felvételére és bejegyzésére is (a Heraldikai Kollégium által). Ezzel egy rendkívül szakszerű, esztétikus és egységes, de legfőképpen élő szlovák heraldikai formavilág alakul ki.
Magyarországon a korábbihoz képest a helyzet csak annyiban jobb, hogy a helytelen heraldikai szemléletek sajtókritikája tényleges javulást is hozhat. Azonban az önkormányzatok inkompetenciája gyakran nyilvánul meg ma is a magyar heraldikában. Így fordulhat elő, hogy például a Makó és Térsége című lapban egy budapesti "művészeti író" dicsérő szavakkal illeti a címerfestőt, de nem azért, mert a heraldika szabályait betartva (azaz a forrásokra támaszkodva és ugyanakkor ízlésesen, heraldikailag szabályszerűen) rekonstruálta a város címerét, hanem azért, mert "természetfestő, részletező" módon alkotta azt meg. Tehát pontosan a heraldika szellemével ellentétes jelleget emelik ki, ami az ő elképzelése szerint a valódi magyar heraldikai sajátság, noha ez a "részletező" címerábrázolás főként a 17. századi magyar heraldikára jellemző nagyobb mértékben, melyet méltán nevezhetünk a magyar címertan mélypontjának. Így a magyar heraldika nemcsak a szemléletbeli inkompetencia és a giccsbe hajló címerábrázolások, hanem a szervezeti keretek hiánya miatt is található anarchikus állapotban a 20. század végén, a 21. század elején. Ekkor esett meg az is, hogy egy újgazdag személy a palotája oromzatán látható "címerébe" nádasban megbúvó kacsát helyezett, mert szeretett vadászni és úgy gondolta, hogy ezt a szenvedélyét egy természethű tájképpel tudja a legjobban kifejezni. Ennek azonban semmi köze sincs a valódi heraldikához.
 Köpeczi Sebestyén József (1878–1964) kolozsvári heraldikus, címerfestő.